# Edith Clarke
Edith Clarke (Howard County, 10 febbraio 1883 – 29 ottobre 1959) è stata un'ingegnera e docente statunitense.
Fu la prima donna a lavorare come ingegnera elettrica negli Stati Uniti e la prima professoressa di ingegneria elettrica nel paese. È stata, inoltre, la prima donna a consegnare un articolo scientifico all'American Institute of Electrical Engineers, la prima donna ingegnere la cui posizione professionale è stata riconosciuta da Tau Beta Pi, e la prima donna nominata Fellow dell'American Institute of Electrical Engineers . Si è specializzata nell'analisi dei sistemi di potenza ed è l'autrice di "Circuit Analysis of AC Power System".

## Vita e formazione
Figlia dell'avvocato John Ridgely Clarke e di Susan Dorsey, insieme ad altri otto fratelli, nasce nella contea di Howard, nel Maryland.] Rimasta orfana all'età di 12 anni, viene cresciuta da una sorella maggiore. Usò la sua eredità per studiare matematica e astronomia al Vassar College, dove si laureò nel 1908.
Dopo il college, Clarke ha insegnato matematica e fisica in una scuola privata di San Francisco e al Marshall College. Trascorse quindi un po' di tempo a studiare ingegneria civile all'Università del Wisconsin-Madison, ma la lasciò per lavorare presso AT&T nel 1912. Ha lavorato per George Ashley Campbell, applicando metodi matematici al problema della trasmissione di potenza su lunghe distanze. Durante questo periodo, studiò ingegneria elettrica frequentando i corsi serali della Columbia University
Nel 1918, Clarke si iscrisse al Massachusetts Institute of Technology e l'anno successivo divenne la prima donna a conseguire una laurea in ingegneria elettrica presso il MIT.

## Carriera professionale
Incapace di trovare lavoro come ingegnera, Clarke andò a lavorare per General Electric come supervisore di computer nel dipartimento di ingegneria delle turbine . Durante questo periodo, inventò il calcolatore Clarke, un semplice dispositivo grafico che risolveva equazioni che coinvolgono corrente elettrica, tensione e impedenza nelle linee di trasmissione di potenza. Il dispositivo era in grado di utilizzare funzioni iperboliche per risolvere le equazioni delle linee risultando dieci volte più veloce dei metodi allora conosciuti. Ha depositato il brevetto nel 1921 e nel 1925 le è stato concesso.
Nel 1921, ancora incapace di ottenere una posizione come ingegnera, Clarke lasciò GE per insegnare fisica al Constantinople Women's College in Turchia. L'anno successivo, è stata nuovamente assunta da General Electric come ingegnera elettrico nel dipartimento di ingegneria della stazione centrale. Si ritirò da GE nel 1945.
Le sue competenze matematiche l'hanno aiutata a raggiungere la fama nel suo campo. L'8 febbraio 1926, all'incontro annuale dell'American Institute of Electrical Engineers, mostrò l'uso di funzioni iperboliche per calcolare la potenza massima che una linea poteva trasportare in condizioni di stabilità. Altri due suoi lavori successivi vinsero premi dell'AIEE: i"miglior articolo regionale" nel 1932 e "miglior articolo Nazionale" nel 1941.
Nel 1943, Edith Clarke scrisse un libro di testo nel campo dell'ingegneria dei sistemi di potenza, Circuit Analysis of AC Power Systems, basato sui suoi appunti per le lezioni agli ingegneri GE.
Nel 1947 entrò a far parte della facoltà di ingegneria elettrica dell'Università del Texas ad Austin, rendendola la prima professoressa di ingegneria elettrica nel paese. Ha insegnato per 10 anni e si è ritirata nel 1957.
In un'intervista al Daily Texan del 14 marzo 1948, Clarke osservò: "Non c'è richiesta di donne ingegneri, come tali, così come non ci sono per donne dottoresse; ma c'è sempre domanda per chiunque sappia fare un buon lavoro ".

## Riconoscimenti
Edith Clarke è stata la prima ingegnera donna a raggiungere una posizione professionale nel Tau Beta Pi. Nel 1948, Clarke fu la prima donna Fellow dell'American Institute of Electrical Engineers.  Nel 1954, ricevette il premio alla Society of Women Engineers (SWE), che le fu consegnato da Evelyn Jetter, una delle fondatrici di SWE e inventore del transistor a iniezione per autoveicoli.
Nel 2015, Clarke è stata inserita postuma nella National Inventors Hall of Fame .

## Ulteriori letture
- Margaret E. Layne, Women in engineering. Pioneers and trailblazers, Reston, Va., ASCE Press, 2009, ISBN 978-0784472354.   Margaret E. Layne, Women in engineering. Pioneers and trailblazers, Reston, Va., ASCE Press, 2009, ISBN 978-0784472354.   Margaret E. Layne, Women in engineering. Pioneers and trailblazers, Reston, Va., ASCE Press, 2009, ISBN 978-0784472354.